# حارة بدر (الشيخ عثمان)
حارة بدر هي إحدى حارات حي عبود الواقع بمديرية الشيخ عثمان التابعة لمحافظة عدن، بلغ تعداد سكانها 3374 نسمة حسب تعداد اليمن لعام 2004.